# اینداپامید
اینداپامید (انگلیسی: Indapamide) یک داروی دیورتیک شبه تیازیدی است که در درمان فشار خون بالا و همچنین نارسایی قلبی جبران‌نشده استفاده می‌شود. فراورده‌های ترکیبی با پریندوپریل (یک مهارکننده ACE ضد فشار خون) در دسترس هستند. دیورتیک‌های شبه تیازیدی (اینداپامید و کلرتالیدون) خطر حوادث قلبی عروقی عمده و نارسایی قلبی را در بیماران مبتلا به فشار خون در مقایسه با هیدروکلروتیازید با بروز مشابهی از عوارض جانبی کاهش می‌دهند. هم دیورتیک‌های تیازیدی و هم دیورتیک های شبه تیازیدی در کاهش خطر سکته موثر هستند. به نظر می‌رسد که هر دو گروه دارویی دارای میزان عوارض جانبی قابل مقایسه‌ای با سایر داروهای ضد فشار خون مانند مسدودکننده‌های گیرنده آنژیوتانسین II و مسدود کننده‌های کانال کلسیم دی‌هیدروپیریدین و شیوع کمتر عوارض جانبی در مقایسه با مهارکننده های ACE و مسدود کننده های کانال کلسیم غیر دی هیدروپیریدین هستند.

## موارد منع مصرف
اینداپامید در حساسیت مفرط شناخته شده به سولفونامیدها، نارسایی شدید کلیوی، آنسفالوپاتی کبدی یا نارسایی شدید کبدی و سطح پایین پتاسیم خون منع مصرف دارد.
داده‌های ایمنی کافی برای توصیه استفاده از اینداپامید در بارداری یا شیردهی وجود ندارد.

## عوارض جانبی
عوارض جانبی گزارش شده عبارتند از: سطوح پایین پتاسیم، خستگی، افت فشار خون ارتواستاتیک (کاهش بیش از حد فشار خون در هنگام ایستادن، که اغلب با سنکوپ همراه است) و علائم آلرژیک.
سطوح سرمی پتاسیم و اسید اوریک باید به‌ویژه در افرادی که مستعد سطوح پایین پتاسیم در خون و نقرس هستند بررسی شود.

## تداخل‌های دارویی
توصیه می‌شود در ترکیب اینداپامید با لیتیم و داروهایی که باعث طولانی شدن فاصله QT (در EKG) یا آریتمی انفجاری می‌شوند (مانند آستمیزول، بپریدیل، اریترومایسین، هالوفانترین و... ) احتیاط شود.

## مصرف بیش از حد
علائم مصرف بیش از حد، آن شامل اختلالات الکترولیت، فشار خون پایین و ضعف عضلانی مرتبط است. درمان باید علامتی و در جهت اصلاح ناهنجاری های الکترولیتی باشد.